# 求愛敢死隊 (凱莎歌曲)
〈求愛敢死隊〉，是美國歌手凱莎於2012年9月25日發行的第7張單曲。〈求愛敢死隊〉凱莎第二張專輯《惡女反抗軍》的首波主打單曲。2012年11月24日最新一期的《告示牌》百强单曲榜獲得第3名，而在《告示牌》流行榜則奪下第一名。

## 音樂錄影帶
- 11月9日首次於VEVO、YOUTUBE發表音樂錄影帶[6]。
- 音樂錄影帶中含有類似於光明會的符號，引起了歐美地區的廣泛討論[6]。

## 遭到封杀
12月14日，美国桑迪·胡克小学发生枪击案，28人遇难，其中包括20名儿童。而凯莎的这首单曲字面意思为“英年早逝”，容易让人联想到这起惨剧，因而遭到美国主流电台的封杀，收听人次由14日的1.67亿次迅速下降到18日的1.49亿次。
凯莎随即在推特上表示对公众的歉意，表示理解电台的做法，称自己“也因为这个原因不愿意演唱这支单曲”，并表示“并不愿意唱这些歌词”，只是“被迫而为”。此外，她也对遇难者表示同情并号召粉丝为其捐款。

## 發行版本與曲目
- 數位音樂下載[10]

1. "求愛敢死隊 Die Young" – 3:33

- 英國單曲[11]

1. "求愛敢死隊 Die Young" – 3:33
2. "求愛敢死隊 Die Young" (Instrumental)  – 3:33

- '數位混音[12]

1. "求愛敢死隊 Die Young" (Remix) (feat. Juicy J, Wiz Khalifa, & Becky G.) - 4:04

## 製作群
- 作詞、曲 – Kesha Sebert, Nate Ruess, Lukasz Gottwald, Henry Walter, Benjamin Levin,
- 製作人 – Dr. Luke, Benny Blanco, Cirkut
- 背景音樂、混音 – Dr. Luke, Benny Blanco, Cirkut

資料來源 -  BMI.

## 銷售榜單

### 榜單
| 榜單 (2012)                          | 排行 |
| ------------------------------------ | ---- |
| 澳大利亚（澳大利亚唱片业协会單曲榜） | 3    |
| 奥地利（Ö3四十强单曲榜）             | 35   |
| 比利时佛兰德（Ultratop五十强单曲榜） | 37   |
| 比利时瓦隆（Ultratop五十强单曲榜）   | 33   |
| 加拿大（Canadian Hot 100）           | 4    |
| 捷克（電台百強單曲榜）               | 32   |
| 法国（法國唱片出版業公會單曲榜）     | 40   |
| 德国（德國官方單曲榜）               | 20   |
| 愛爾蘭（愛爾蘭唱片音樂協會单曲榜）   | 25   |
| Japan (Billboard Japan Hot 100)      | 66   |
| 荷兰（百强单曲榜）                   | 96   |
| 新西兰（新西兰唱片音乐协会单曲榜）   | 14   |
| Norway (VG-lista)                    | 8    |
| 斯洛伐克（電台百強單曲榜）           | 45   |
| South Africa (Mediaguide)            | 8    |
| 西班牙（西班牙音樂製作協會）         | 41   |
| 瑞典（瑞典最熱榜）                   | 22   |
| 瑞士（瑞士热门音乐榜）               | 48   |
| 美国（《告示牌》百大單曲榜）         | 3    |
| 美國（《告示牌》Pop Airplay）        | 1    |
| 美國（《告示牌》Dance Club Songs）   | 8    |
| 美國（《告示牌》Adult Pop Airplay）  | 19   |

## 發行時程與地區
| 國家 | 日期           | 型式         |
| ---- | -------------- | ------------ |
| 美國 | 2012年9月25日  | 數位音樂下載 |
| 歐洲 | 2012年11月18日 | 數位音樂下載 |
| 英國 | 2012年11月25日 | 數位音樂下載 |
| 德國 | 2012年11月23日 | CD           |